# Castellino del Biferno
Castellino del Biferno község (comune) Olaszország Molise régiójában, Campobasso megyében.

## Fekvése
A megye központi részén fekszik. Határai: Campolieto, Lucito, Matrice, Morrone del Sannio, Ripabottoni és Petrella Tifernina.

## Története
Első említése a 11. század elejéről származik Castrum Eudolini néven. A következő századokban nemesi birtok volt. A 19. században nyerte el önállóságát, amikor a Nápolyi Királyságban felszámolták a feudalizmust.

## Népessége
A népesség számának alakulása:

## Főbb látnivalói
- San Pietro in Vinculis-templom
- Sacro Cuore-templom